# Annette Kur
Annette Kur (* 1950) ist eine deutsche Rechtswissenschaftlerin und assoziierte Forscherin am Max-Planck-Institut für Innovation und Wettbewerb in München.
Kur forscht zum Immaterialgüter- und Wettbewerbsrecht, insbesondere zum europäischen und internationalen Markenrecht, zum europäischen Geschmacksmusterrecht sowie zum internationalen Zivilverfahrensrecht im Bereich des geistigen Eigentums.

## Leben
Kur wurde 1981 mit einer von Gerhard Schricker betreuten rechtsvergleichenden Arbeit zum Beweis im Wettbewerbsrecht promoviert. Von 1980 bis 2021 war sie wissenschaftliche Referentin in der Abteilung für Immaterialgüter- und Wettbewerbsrecht des Max-Planck-Instituts für Innovation und Wettbewerb; bis 2015 auch als deren Leiterin. Seit 2021 ist sie dort noch als assoziierte Forscherin „Affiliated Research Fellow“ tätig.
Kur war an Forschungsprojekten für das American Law Institute zum Zivilverfahrensrecht im Bereich des geistigen Eigentums sowie des Max-Planck-Instituts für die Europäische Union zum Design- und Markenrecht beteiligt.
Sie war Honorarprofessorin an der Ludwig-Maximilians-Universität München sowie Gastprofessorin an der Universität Stockholm und an der Universität Singapur. Außerdem hielt sie Lehraufträge an der New York University und an der Santa Clara University. 2007–2009 war sie Präsidentin der Internationalen Vereinigung zur Förderung von Lehre und Forschung auf dem Gebiet des geistigen Eigentums (ATRIP).

## Auszeichnungen
- 1990: Wissenschaftspreis des Markenverbandes (gemeinsam mit Frauke Henning-Bodewig) für die Arbeit Marke und Verbraucher: Funktionen der Marke in der Marktwirtschaft
- 2012: Ehrendoktorwürde der Universität Stockholm[6]
- 2024: Aufnahme in die „IP Hall of Fame“ des World Trademark Review[7]

## Werke (Auswahl)
- Annette Kur/Verena von Bomhard/Friedrich Albrecht (Hrsg.): Markengesetz – Unionsmarkenverordnung. 4. Auflage, Beck, München 2023. ISBN 978-3-406-79656-2.